# Apistogramma alacrina
Espèce
Apistogramma alacrina est un poisson appartenant à la famille des Cichlidae.